# Kungshult
Kungshult est une localité suédoise située dans la commune d'Eslöv en Scanie.
Sa population était de 397 habitants en 2019.